# قالی مشهد

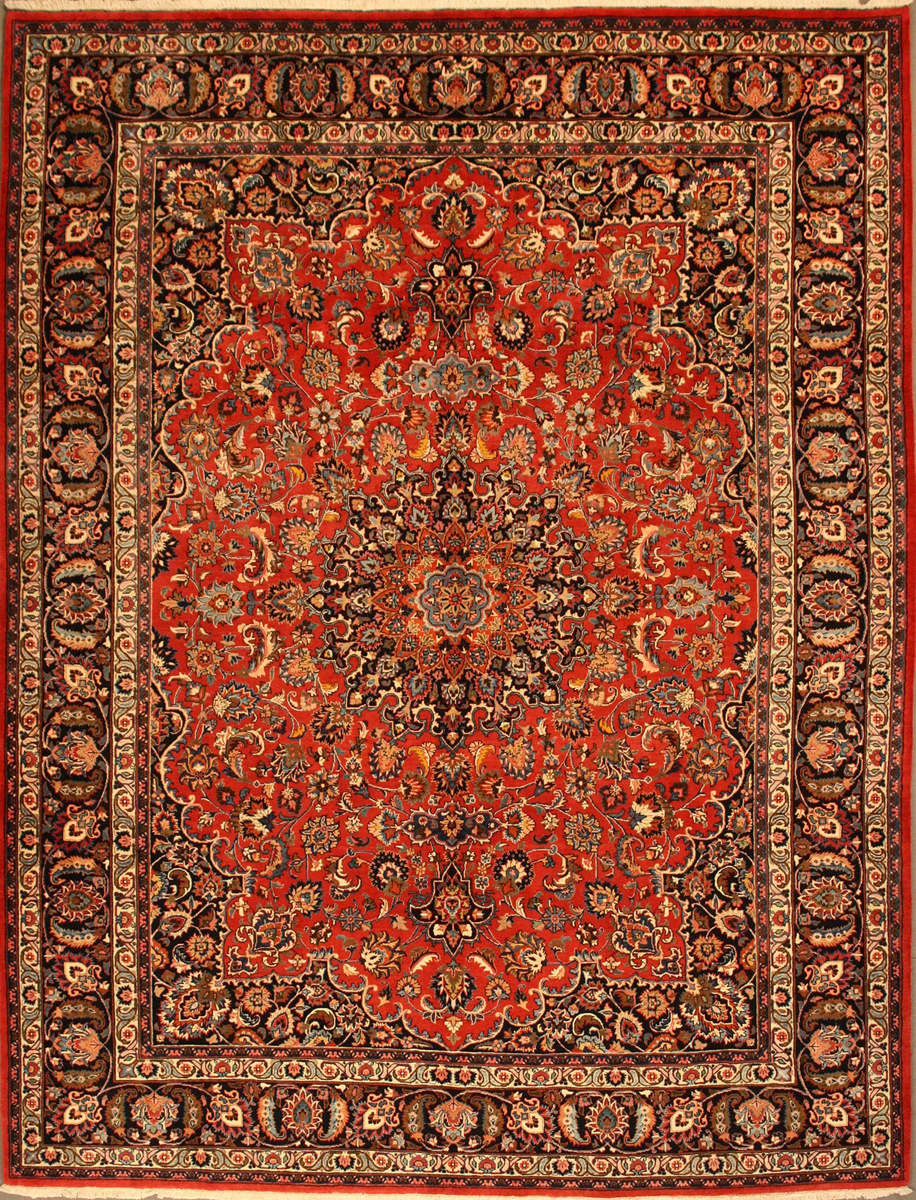
یک فرش آنتیک مشهد بافته استاد حسینی

قالی مشهد گونه‌ای قالی ایرانی و از صنایع دستی همین خطه‌است که امروز و در گذشته تولید می‌شده‌است.

## پیشینه قالی مشهد
قالی‌بافی در مشهد حدود پنج سده قدمت دارد؛ به‌طوری که یکی قدیمی‌ترین فرش مشهد که موجود است، نوعی فرش نماز (سجاده) است که توسط شاه طهماسب به سلطان سلیمان قانونی در سال ۱۵۵۶ هدیه شده‌است. این فرش‌ها در سه درجهٔ کیفیتی در کارگاه سلطان ابراهیم میرزا، فرزند سام میرزا، و برادرزادهٔ شاه طهماسب، ساخته می‌شده‌است. یکی از انواع درجهٔ یک آن تا دو سال پیش در لندن بود و به اعتقاد برخی در حال حاضر در اختیار کلکسیونر معروف، شیخ سعود آل‌ثانی قطری، است. تعدادی از نمونه‌های درجه دوم و سوم هنوز در موزه کاخ توپقاپی موجود است.
در قرن ۱۹ و ۲۰ محبوبیت قالی مشهد به حدی رسید که از آن افزون‌ بر استفاده در داخل کشور، برای صادرات نیز بهره می‌جستند؛ الیاف پشمی به کار رفته در این فرش‌ها به شدت صیقل داده می‌شدند تا رنگ را بهتر به خود جذب کنند، اما این عمل از دیگر سو باعث کاهش عمر فرش‌ها نیز می‌گشت، و این عاملی بود که تصویر بدی از قالی مشهد در اذهان شکل بگیرد تا جایی که صادرات این فرش به اروپا به‌طور چشمگیری کاهش یافت؛ متأسفانه قالی‌های به جای مانده از آن دوران نیز همگی در معرض فرسایش قرار دارند.
تعیین تاریخ آغاز قالی‌بافی در مشهد همچون تعیین تاریخ برای آغاز قالیبافی در محل استان خراسان تا حدودی با مشکل مواجه است. مطابق نوشته‌ها و مدارک موجود قدیمی‌ترین قالی موجود منسوب به این شهر متعلق به دوره شاه عباس صفوی است. مطابق روایات و نوشته‌های موجود این قالی به دستور شاه عباس در شهر مشهد جهت آستان علی بن موسی‌الرضا بافته شده‌است. در مورد این قالی آرتور سیسیل ادواردز نیز توضیحاتی داده و در کتاب خود قالی ایران را مورد رویت آن مطالبی به رشته تحریر درآورده است. وی عنوان می‌کند در مورد سابقه بافت این قالی با جست‌وجو در اسناد و مدارک موجود در آستانهٔ تنها فهرستی که پیدا نمود که متعلق به سال ۱۳۰۲ هجری قمری بوده و در آن مطلب بالا اشاره گردیده‌است و استناد به این حرف خزانه‌دار می‌کند که فهرست مذکور متکی به روایات و احادیث است.
در مورد چگونگی اوضاع قالی‌بافی از زمان صفویان تا اوایل قرن ۱۴ هجری مدارک خاصی در دست نیست اما شاید در منبع تا حدودی در مورد تاریخ شروع قالی‌بافی جدید مشهد مطالبی را به به دست دهد و ما را از ابهام خارج سازد، هر چند این منبع نیز از کفایت لازم برخوردار نیست. یکی از منابع نوشته‌های سر آلبرت هوتوم شیندلر، سیاح آلمانی است که در سال ۱۲۹۳ هجری قمری شهر مشهد را چنین توصیف کرده‌است: «قیمت آذوقه در مشهد مانند دارالخلافه است. قیمت فرش، مس، حتی از دارالخلافه نیز بیشتر است در مشهد پارچه ابریشمی و قالی خوب می‌بافند»؛ این تاریخ تقریباً مطابق با سال ۱۲۵۱ هجری خورشیدی است.

### مشخصات ظاهری
- طرح: طرح گل‌های شاه عباسی به همراه ساقه‌های نسبتاً باریک و ظریف از ویژگی‌های خاص طرح‌های قدیم مشهد است که از لحاظ ساختار بسیار شبیه به سبک خاص طرح‌های اصیل هراتی است که نمونه‌های از آن منسوب به هرات هنوز هم در دورهٔ ما باقی‌مانده‌است. امروز نیز کاربرد این شیوه به خصوص در طرح‌های افشان (سراسر) و لچک و ترنج با حاشیه‌های کتیبه‌ای در تولیدات شرکت فرش آستان قدس رضوی دیده می‌شود و انواع طرح‌های گل فرنگ نیز چند سالی است که در مشهد رواج یافته‌است. طرح‌های لچک و ترنج سعدی نیز از طرح‌های خاص جنوب خراسان است.
- رنگ: از عمده رنگ‌های مورد استفاده در قالی مشهد، قرمز سیر (قرمز دانه)، عنابی، کرم، انواع سبز، آبی، سرمه‌ای و قهوه‌ای است.
- مواد اولیه: بیشترین مواد اولیه مورد مصرف در قالی خراسان پشم به عنوان پرز قالی و نخ پنبه به عنوان تار و پود است. در بافت فرش مشهد هیچ صرفه‌جویی در مواد مصرفی نمی‌شود و به همین علت ماندگاری و کارکرد فرش بالا است.[۳]  استفاده از ابریشم در برخی از نمونه‌های قدیمی و مشهور قالی مشهد نیز دیده می‌شود.
- اندازه: ابعاد قالی عموماً ۶ متری، ۱۲ متری، ۱۵ متری و حتی در ابعاد بزرگتر متغیر است اما ابعاد کوچک‌تر بسیار نادر بوده و در برخی از قالی‌های مشهد همچون قالی‌های عمواوغلی ابعاد بیش از صد متر مربع نیز دیده می‌شود.

### ویژگی‌های فنی بافت
۱. رجشمار: اغلب قالی‌های مشهد دارای رجشمار بین ۳۰ تا ۳۵ و در موارد نادر تا ۴۰ رج است در برخی از نمونه‌های قدیمی همچون قالی‌های معروف عمواوغلی و صابر تار رجشمار ۱۳۰ نیز می‌توان دید. نوع گره: دو نوع گرهٔ فارسی و ترکی استفاده می‌شود اما گرهٔ فارسی متداول‌تر و قدیمی‌تر است.
۲. شیرازه‌بافی: عمل شیرازه‌بافی تا ۵۰ سال پیش همزمان با بافت انجام می‌شد، اما از آن پس تا امروز پس از اتمام قالی به آن شیرازه می‌بافند. گلیم‌بافی آن به سبک فارسی است. نوع دار قالی همگی از نوع عمودی و ثابت است.
۳. نوع چله‌کشی: به روش معروف ترکی و بر روی دار قالی انجام می‌شود. (باید متذکر شد که این شیوه معاصر است و شیوهٔ قدیمی چله‌کشی همان شیوهٔ فارسی بوده‌است.)
۴. نحوه پودکشی: همه از نوع دو پود است و عمدتاً در گروه قالی‌های لول بافت است و از سفتی و استقامت زیادی برخوردار است.

### مهم‌ترین مراکز قالی بافی در مشهد
از مهمترین مراکز بافت قالی در خراسان می‌توان به مشهد، طرقبه، شاندیز، زشک، نوغند، جاغرق، درخش اشاره کرد. 

### استادان معروف
در دوره معاصر، شماری از برترین اساتید قالی ایرانی در خراسان به آفرینش هنری فرش پرداخته‌اند؛ از آن میان می‌توان به نام این بزرگان اشاره نمود:
- محمد عمواوغلی با امضای «عبدالمحمد عمواوغلی مشهد»
- علیخان عمواوغلی با امضای «عمواوغلی»
- محمدابراهیم مخملباف با امضای «عمل مخملباف»
- عباسقلی صابر با امضای «صابر» بر تولیدات خود
- محمود قاضی‌خانی با امضای «قاضی‌خانی»
- علی خامنه‌ای و برادرش قاسم خامنه‌ای در منطقه درخش
- خلیل خدیوی
- غلامحسین مخملی «مخملباف» و فرزندانش محمدمهدی و محمدرضا مخملباف با امضای «مخملباف طبسی»
- کاظم ششگلانی با امضای «ششگلانی»[۵]
- غلامرضا اخوان نساج با امضای «م.نساج» و «مشهد نساج»
- حیدر کافی‌پور با امضای «کافی»
- سید مصطفی سخاوتی که تولیدات وی با عبارت «سخاوتی» عرضه می‌گشت.
- محمدحسین غیوری با  امضای «غیوری»
- شیخ غلام بورنگی با امضای «مشهد عمل شیخ بورنگی»
- عبدل مومنی
- زرینه
- شوشتری
- عباس نادری
- حسین و رضا درخشی [۶]

از طراحان معروف فرش در خراسان می‌توان به  میرزا حسن طرحچی، عبدالحمید صنعتکار  علیپور، کوزه‌کنانی، احمد بهبودی، احمد معروفی، جعفر خرازی، احمد حسینی‌پور نوقانی، محمد شالبافان،حاج اسماعیل ایرانی و محمد حسینی(معروف به سید محمد) اشاره کرد.